# Шума
Шума (старији облик лес) је сложена биљна заједница или биоценоза (екосистем) шумског дрвећа које утиче једно на друго, као и на средину у којој се налазе. Према широко коришћеној дефиницији Организације за храну и пољопривреду, шуме су покривале четири милијарде хектара, односно 30% светске копнене површине 2006. године. Основни делови шуме као екосистема су: земљиште, ваздух, шумска биоценоза и литосфера. Шуме су најсложенији копнени екосистеми на Земљи. У њима, поред дрвећа, живи много других врста биљака, животиња, гљива и микроорганизама. Сложеност шума се огледа у њиховој израженој спратовности и разноврсној међусобној повезаности свих чланова животне заједнице.
Различити организми насељавају различите делове шуме. Тако у крошњама високог дрвећа живе врсте које се ретко, готово никада, не спуштају у ниже делове шуме — арбореални организми. Овај део шуме назива се спрат високог дрвећа. У нижим деловима шумских екосистема многи жбунови изграђују густ склоп који се назива спрат жбунова, испод којег се развија спрат зељастих биљака. Уз саму површину тла живи група организама који чине приземни спрат. У самом земљишту живи много различитих организама, који изграђују подземне спратове.
Шуме су доминантни копнени екосистем на Земљи, и дистрибуиране су широм света. Заузимају 75% бруто примарне продуктивности Земљине биосфере, и садрже 80% биомасе наше планете.
Шуме на различитим географским ширинама и надморским висинама формирају изразито различите екозоне: бореалне шуме у близини полова, тропске шуме у близини екватора и шуме умерене зона на средишњим латитудама. Области високе надморске висине имају тенденцију да подржавају шуме које су сличне онима на вишим латитудама. Количина преципитације исто тако утиче на композицију шуме.
Шуме су вековима биле место одакле се човек снабдевао дрветом за огрев и градњу, а шумски плодови служили су му за исхрану. Људско друштво и шуме утичу једно на друго на позитивне и негативне начине. Непланским сечењем шуме човек угрожава природу. Међутим, шуме пружају екосистемске услуге људима и служе као туристичке атракције. Такође утичу и на здравље људи.

## Врсте шума
Шумски екосистеми су веома разноврсни. Међутим, без обзира на овако велику разноврсност, све шуме се могу груписати у четири основна типа:
- Лишћарске зимзелене
- Лишћарске листопадне
- Четинарске зимзелене
- Четинарске листопадне

### Лишћарске зимзелене шуме
Лишћарске зимзелене шуме се развијају у условима тропске и суптропске климе на свим континентима, изузев Антарктика. Неповољан период године (летњи или сушни) становници ове биоценозе преживљавају захваљујући низу адаптација. У неким областима (Медитеран, Калифорнија) пожари имају важну улогу у нормалном функционисању екосистема.
На Балканском полуострву, лишћарске зимзелене шуме су најбоље представљене илирским шумама на обали Јадранског мора. У изворном облику, илирске шуме имају јасно изражену спратовност:
- Спрат високог дрвећа (храст црника, пињол, алепски бор, штиглиц, пух, ветрушка)
- Спрат ниског дрвећа и жбунова (мирта, планика, тршља, зелентарка, црни кос, цврчак)
- Приземни спрат (приморска слезница, тетивка, шпарога, зимзелена ружа, пругасти смук, блавор, поскок, приморски гуштер, зелембаћ, дивљи кунић, шакал)

Уништавањем лишћарских зимзелених шума настала су три степена деградације:
- Први степен су макије (жбунови 2-4 m)
- Други степен су гариге (лаванда, жуква, жалфија, рузмарин)
- Трећи степен су камењари или антропогене пустиње.

### Лишћарске листопадне шуме
Лишћарске листопадне шуме се развијају у условима умереноконтиненталне климе. У овом подручју владају умерено топла лета и умерено хладне зиме. Неповољан зимски период са снегом и јаким мразевима различити чланови биоценозе преживљавају на различите начине.

### Четинарске зимзелене шуме
Четинарске зимзелене шуме се развијају у полувлажним пределима са тропском и суптропском климом, као и на планинама у умереном топлотном појасу (предели са планинском климом). Главне врсте дрвећа које граде ове шуме су различити борови, смрче, јеле, кедрови и дуглазије.

### Четинарске листопадне шуме
Четинарске листопадне шуме су шуме ариша, које су распрострањене у условима бореалне (хладне континенталне) климе, у оквиру биома тајги.

### Шуме према топлотним појасевима

#### Шуме севера
Шуме севера, бореалне шуме или тајге простиру се као огроман непрекинут појас кроз Скандинавију и Русију, као и кроз Канаду. Обилно су експлоатисане како би се добила целулоза, која је неопходна за производњу папира и дрвна грађа за потребе грађевинских радова, или пак за потребе столарства. Огромни оголели простори настали су поред сеча и великим пожарима, који се у овим областима јављају лети, опасно угрожавајући њихов опстанак. Због ниске температуре и недостатка светлости, дрвеће расте веома споро и уништеној шуми треба много времена да се обнови.

#### Шуме умереног појаса
Према Плинију Старијем, писцу 1. века наше ере, Шпанија је у римско доба била тако шумовита да се могла прећи „са гране на грану”... То није случај данас. У умереном појасу, где се правилно смењују четири годишња доба, листопадне шуме (изграђене од храстова и букве, али и од јавора и јасена...) вековима су биле изложене узастопном крчењу, како би се добило више простора за насеља и пољопривредне површине. Оригиналне, или примарне шуме, су скоро свуда нестале. Оне су замењене секундарним шумама, које су настале захваљујући природној обнови шуме или акцијама пошумљавања.
Шуме умереног појаса, у скорије време поново почињу да се шире. Међутим, њих људи и даље уништавају да би уступиле место путевима, железници, насељима и индустрији (дрво за грађу, целулозна влакна за производњу папира). И друге опасности прете шумама, а међу њима највише забрињавају киселе кише, проузроковане загађењем ваздуха.

#### Тропске и екваторијалне шуме
Највећи део тропских и екваторијалних шума (које се пружају у Средњој и Јужној Америци, Африци, јужној и југоисточној Азији и у Аустралији) постепено је уништен деловањем човека; сваке године тако нестане шума на површини која одговара оној коју има Енглеска: 130.281 km².
У овим шумама расте скупоцено дрвеће (ебановина, палисандер, махагони, тиково дрво), које је веома тражено. Тако су уништене читаве шуме да би се искористило само неко дрвеће. Осим тога, како би створили добру земљу за обраду, становници ових области крче шуме користећи старинску технику паљења која за дужи период исцрпљује земљиште. То су такозвана пожаришта. Дрвеће које је опстало се сече.

### Шумски биоми
Биом је скуп сличних екосистема. Сви биоми се удружују у најсложенији систем — биосферу. Међу сувоземним биомима на Земљи најбројнији су шумски биоми и они су:
- Тајге
- Широколисне и мешовите шуме умерених предела
- Четинарске шуме умерених предела
- Тропске шуме

## Кружење материје и протицање енергије
У шумама основну производњу хране врше зелене биљке у процесу фотосинтезе. Биљке су храна различитим врстама биљоједа, од којих су најзначајнији инсекти и птице. Инсектима и осталим биљоједима се хране месоједи првог реда (инсекти месоједи, бубоједи, птице). На месоједе првог реда се наставља читава серија других месоједа. На врху трофичке пирамиде се налазе месоједи као што су медвед, вук и рис.
Мреже исхране у шумама су веома сложене. У шумским екосистемима се разликују читаве серије потрошача који се налазе на различитим нивоима трофичке пирамиде. На пример гусенице лептира се хране биљкама (потрошачи првог реда), трчуљци се хране гусеницама (потрошачи другог реда), слепићи се хране трчуљцима (потрошачи трећег реда), слепићи су храна јежевима (потрошачи четвртог реда), јежевима се хране лисице (потрошачи петог реда), а лисицама се хране вукови (потрошачи шестог реда).
Најчешће чланови шумских екосистема имају веома разноврсну исхрану. Тако се на пример медвед храни плодовима биљака, шумским медом, пужевима, птицама, јеленима, па чак и вуковима. У шумама постоје и кратки и једноставни ланци исхране, на пример ланац који чине биљка-срна-вук.
У односима исхране органска материја коју производе зелене биљке преноси се на чланове потрошача у шумском екосистему. Део материје се троши за изградњу тела потрошача. Други део те материје се користи за животне активности чланова биоценозе. Трећи део човек „извлачи” из шума, а четврти, велики део многобројне гљиве и микроорганизми разлажу на саставне делове и враћају у систем кружења материје у шумским екосистемима.
У шумама круже органска материја, кисеоник, угљен-диоксид, азот и друга неорганска једињења. У процесу кружења материје Сунчева енергија сев у процесу фотосинтезе претвара у хемијску енергију. Део енергије се троши за животне активности свих чланова биоценозе, а други већи део те енергије претвара се у топлоту. Тако енергија и у шумским екосистемима стално протиче.

## Значај шума
За опстанак планете Земље велики значај имају шуме. Непосредна и највећа корист шума је производња кисеоника. На иницијативу Генералне скупштине европске конфедерације пољопривреде из 1971. године, у свету се 21. март обележава као Светски дан шума. Ту иницијативу прихватила је Организација уједињених нација за храну и пољопривреду.
После пустиња, најзаступљенији копнени екосистеми су шуме. Оне заузимају 28% површине Земље и по својим особинама се разликују од осталих екосистема. Значај шума за опстанак живота илуструје и чињеница да је кенијска еколошкиња Вангари Матхаи 2004. добила Нобелову награду за мир, која је први пут додељена у области заштите животне средине. Оснивање покрета „Зелени појас” за спашавање афричких шума је између осталих и њена заслуга; у оквиру тог покрета, она је организовала сиромашне жене Африке („шумаре без дипломе”), које су од 1974. године до данас засадиле 30 милиона стабала, да би спречиле ширење пустињског појаса.
Истраживањем је утврђено да једна букова шума може да произведе око 9,6 тона суве материје по хектару за годину дана. Иста та шума произведе око 4 тоне кисеоника по хектару за једну годину.

## Уништавање шума
Шуме су неопходне за природну равнотежу и живот на Земљи. Оне су током векова доста редуковане. Људи обарају на милионе стабала како би добили дрво за храну, да би се грејали и изградили куће. Они, такође и крче велике просторе да би их преобразили у оранице или у пашњаке за стоку. Тако су природни предели постепено мењани и претварани у сеоска имања. Данас су зоне дефорестације присутне нарочито у тропским шумама, али су све шуме на свету угрожене. Свесне опасности, међународне организације, као што су Светски фонд за природу (World Wildlife Fund, WWF), који за амблем има панду, или Међународна унија за заштиту природе, труде се да оживе програме заштите и очувања шума.
Годишње нестане око 16.000.000 хектара шума на свету. Европа је изгубила 70% свог шумског богатства, Бразил 40%, а Филипини 30%. Неке државе штету смањују пошумљавањем, али то чине само земље које за то имају довољно средстава.

### Болест брестова
Холандска болест брестова је епифитоцијска болест, која је уништила скоро целокупну популацију пољских брестова у Европи и Америци за само неколико деценија.

### Киселе кише
Загађење ваздуха је узрок киселих киша које су уништиле читаве шуме у високоиндустријализованим областима нарочито у Европи.

## Површина земљишта
| Аустралија                | 1511 km²  | 1502 km²  | 1493 km²  | 1473 km²  | 1467 km²  |
| Бразил                    | 5239 km²  | 5217 km²  | 5195 km²  | 5183 km²  | 5173 km²  |
| Канада                    | 3101 km²  | 3101 km²  | 3101 km²  | 3101 km²  | 3101 km²  |
| Кина                      | 2013 km²  | 2041 km²  | 2069 km²  | 2159 km²  | 2168 km²  |
| Европска унија            | 1559 km²  | 1564 km²  | 1569 km²  | 1573 km²  | 1578 km²  |
| Немачка                   | 111 km²   | 111 km²   | 111 km²   | 113 km²   | 113 km²   |
| Индија                    | 681 km²   | 683 km²   | 684 km²   | 693 km²   | 693 km²   |
| Индонезија                | 958 km²   | 951 km²   | 944 km²   | 937 km²   | 931 km²   |
| Јапан                     | 250 km²   | 250 km²   | 250 km²   | 251 km²   | 251 km²   |
| Русија                    | 8090 km²  | 8090 km²  | 8091 km²  | 8092 km²  | 8093 km²  |
| Сједињене Америчке Државе | 3033 km²  | 3036 km²  | 3040 km²  | 3049 km²  | 3051 km²  |
| Свет тотално              | 40318 km² | 40261 km² | 40204 km² | 40184 km² | 39519 km² |

## Галерија
- Стара планина
- Стара планина
- Стара планина
- Бељаница
- Влашке планине
- Влашке планине
- Копаоник
- Шума у Словенији
- Шума на острву Сан Хуан у држави Вашингтон
- Кишна шума, Тасманија
- Шума у западној Србији